# Bułgaria
Bułgaria, Republika Bułgarii (bułg. България, Република България) – państwo położone w południowo-wschodniej Europie, na Bałkanach. Graniczy z Serbią oraz Macedonią Północną od zachodu, Grecją i Turcją od południa, Morzem Czarnym od wschodu i Rumunią od północy.
Bułgaria jest członkiem: Organizacji Narodów Zjednoczonych (od 1955), Organizacji Traktatu Północnoatlantyckiego – NATO (od 2004) oraz Unii Europejskiej (od 2007).

## Geografia
Bułgaria leży w południowej Europie nad Morzem Czarnym, w północno-wschodniej części Półwyspu Bałkańskiego. Od północy graniczy z Rumunią, od zachodu z Serbią i Macedonią Północną, od południa z Grecją i Turcją. Stolicą Bułgarii jest Sofia (1,1 mln mieszkańców), inne większe miasta to Płowdiw, Warna, Burgas, Ruse, Stara Zagora, Plewen i Wraca.
- całkowita granica lądowa: 1808 km
- długość wybrzeża: 378 km
- długość granic z sąsiadującymi państwami:
  -  Rumunia 608 km
  -  Grecja 494 km
  -  Serbia 318 km
  -  Turcja 240 km
  -  Macedonia Północna 148 km

### Warunki naturalne

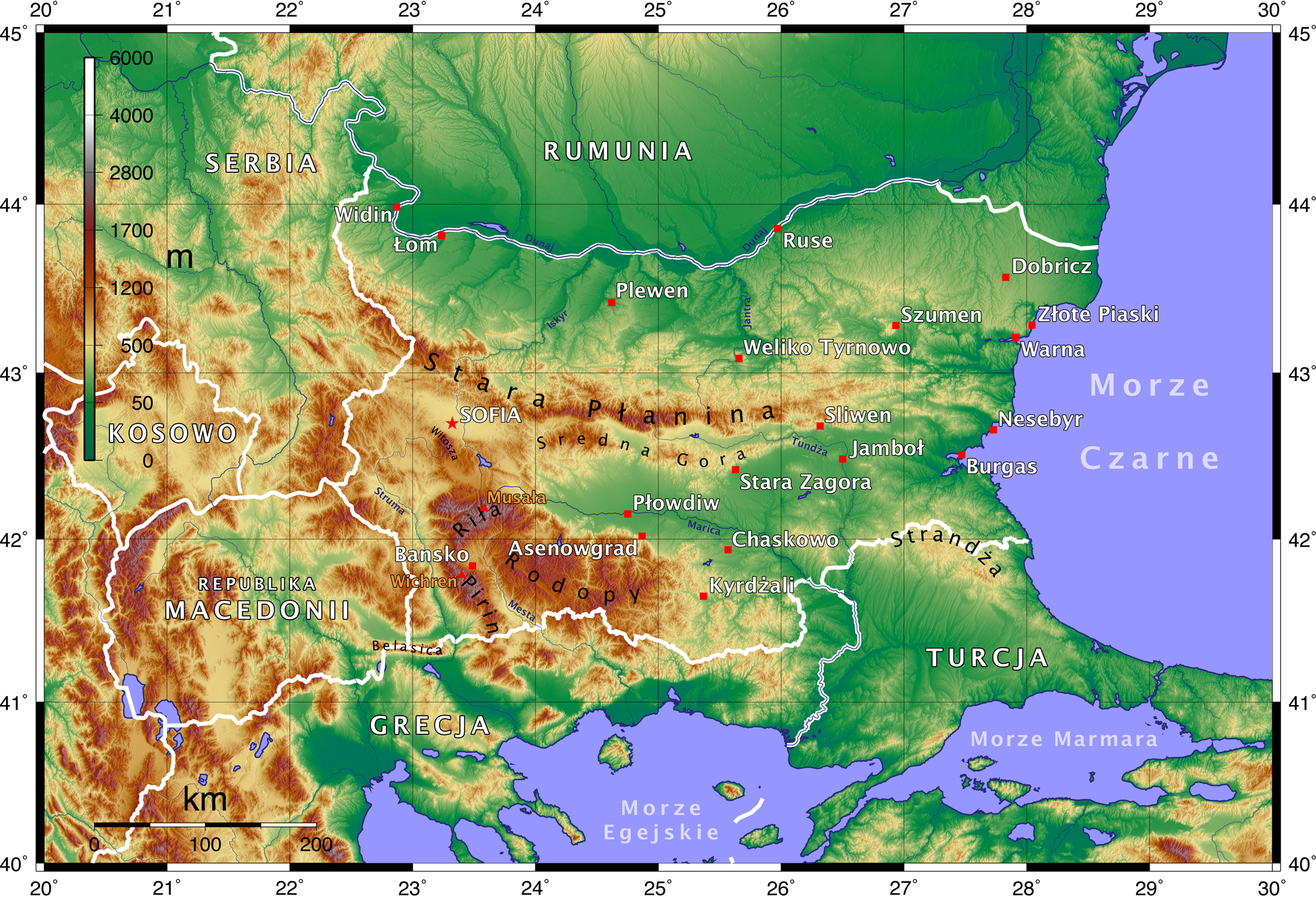
Mapa fizyczna Bułgarii

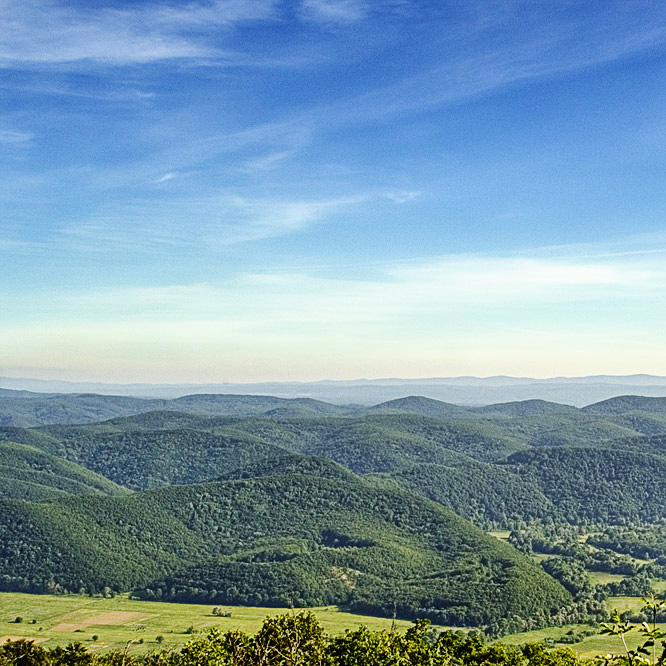
Strandża, Bułgaria

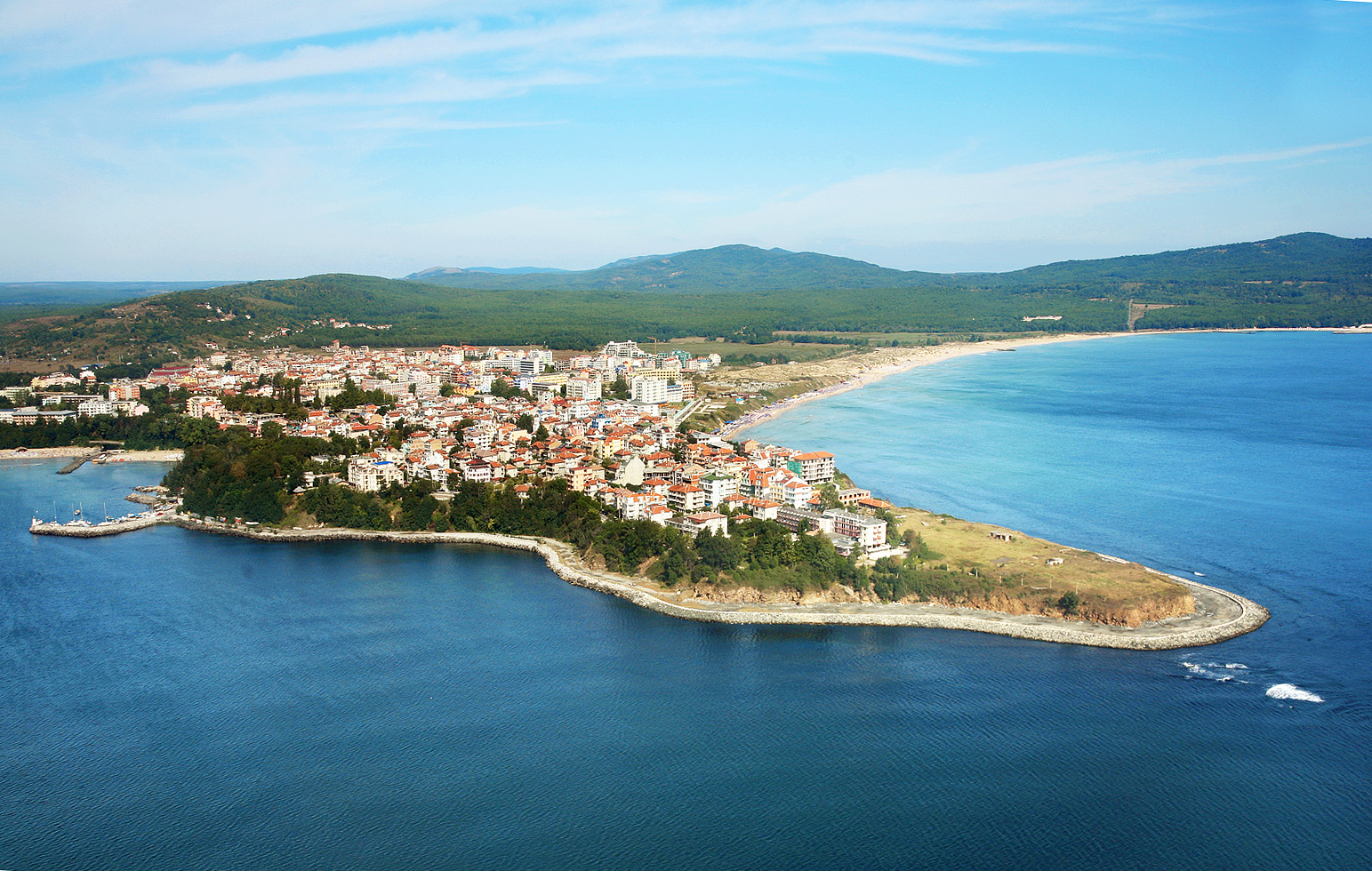
Primorsko

Około 60% powierzchni Bułgarii zajmują tereny wyżynne i górskie, średnie wzniesienie kraju wynosi ok. 470 m n.p.m. Wzdłuż północnej granicy, wyznaczanej w większości przez rzekę Dunaj, rozciąga się Nizina Naddunajska, zajmująca całą północną część kraju. W środkowej części Bułgarii leży jej główny, ciągnący się z zachodu na wschód masyw górski – Stara Płanina (Bałkan) wraz z pasem Kotlin Zabałkańskich (Sofijska, Kazanłycka, Sliweńska i in.). W południowo-zachodniej Bułgarii leżą masywy górskie Rodopy i Pirin (na granicy z Grecją) oraz Riła (w nim najwyższy szczyt Bułgarii i całego Półwyspu Bałkańskiego Musała – 2925 m n.p.m.). Bułgarię południowo-wschodnią zajmuje rozległa Nizina Górnotracka, a na południe od niej, na granicy z Turcją, znajdują się niskie góry Sakar i Strandża.
Najwyższe szczyty poszczególnych grup górskich w Bułgarii:
Korona bułgarskich gór:
- Riła – Musała (2925 m n.p.m.)
- Piryn – Wichren (2914 m n.p.m.)
- Stara Płanina – Botew (2376 m n.p.m.)
- Witosza – Czerni Wrych (2290 m n.p.m.)
- Sławjanka – Gocew Wrych (2290  m n.p.m.)
- Osogowska Płanina – Ruen (2251 m n.p.m.)
- Rodopy – Golam Perelik (2191 m n.p.m.)
- Bełasica – Radomir (2029  m n.p.m.)
- Milewska Płanina – Milewec (1733 m n.p.m.)
- Ograżden – Biłska Czuka (1644 m n.p.m.)
- Sredna Gora – Goljam Bogdan (1604 m n.p.m.)
- Rodopy Wschodnie – Wejkata (1463 m n.p.m.),
- Myglenik – Kodżaele (1266 m n.p.m.)
- Czerna Gora – Tumba (1129 m n.p.m.)
- Sakar – Wiszegrad (856 m n.p.m.)
- Strandża – Golamo Gradiszte (710 m n.p.m.)[6]

### Klimat
Klimat Bułgarii jest umiarkowany ciepły, kontynentalny, suchy, nad morzem podzwrotnikowy, wilgotniejszy. W górach występuje piętrowość klimatyczna. Średnia temperatura powietrza w styczniu wynosi od –6 °C (w terenach górskich), –3 °C (w centralnej części kraju) do 2 °C (na południu kraju), w lipcu odpowiednio od 18 °C, 23 °C i 25 °C. Średnia suma roczna opadów od 450 mm na północy, do 1200 mm w terenach górskich. Średnia temperatura powietrza i średnia suma opadów w stolicy kraju Sofii wynoszą: w styczniu –2 °C i 42 mm, w lipcu 22 °C i 60 mm.

### Stosunki wodne

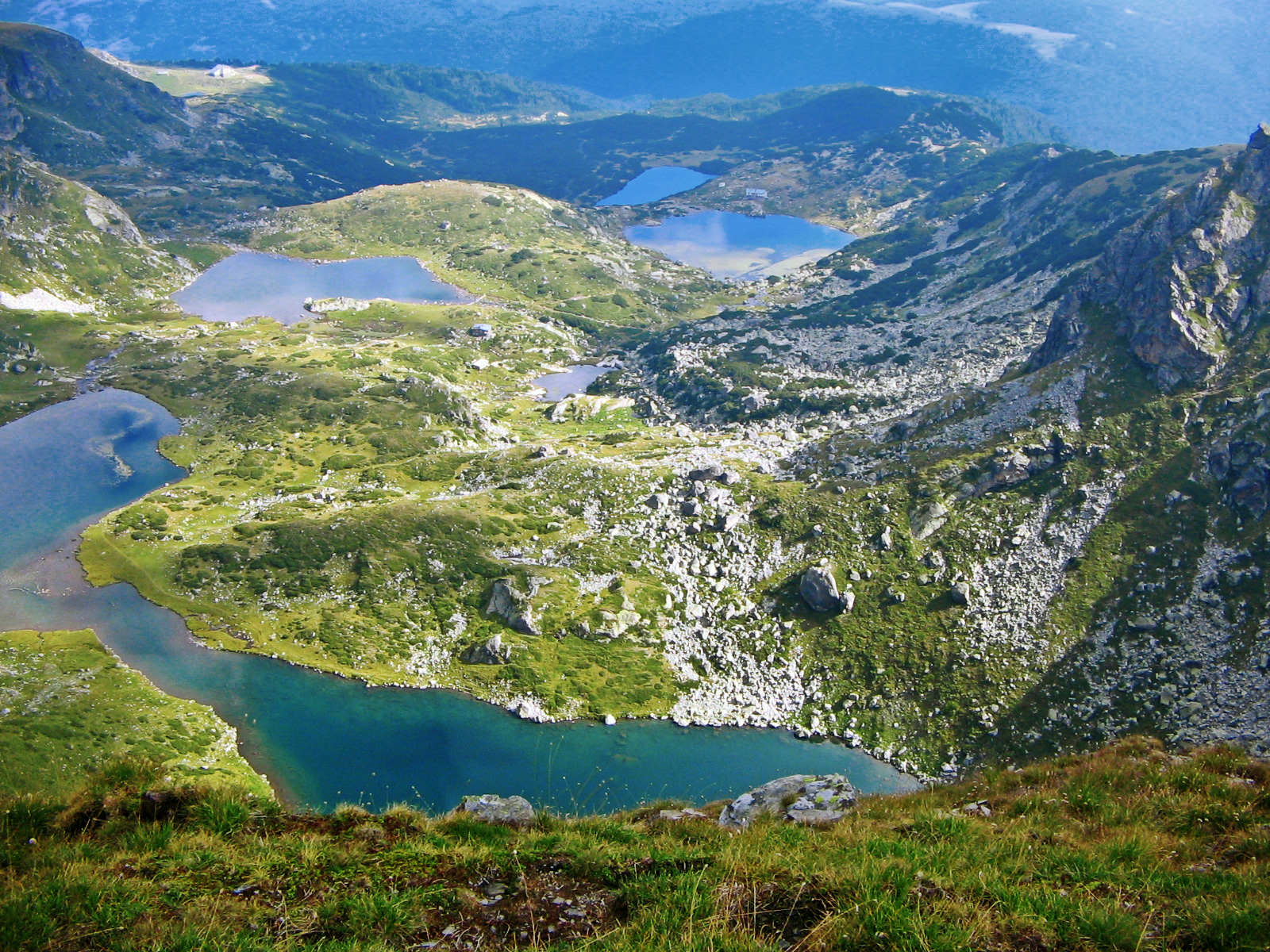
Siedem rilskich jezior

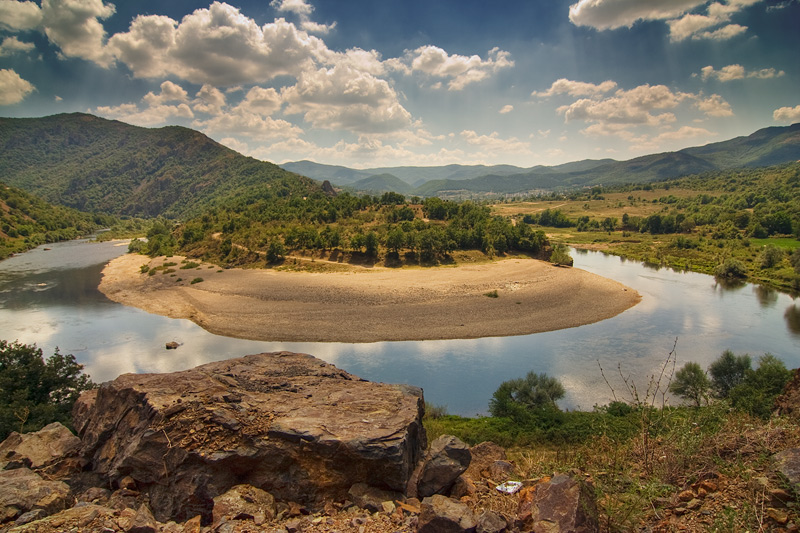
Meandrująca Arda

Stara Płanina dzieli Bułgarię na zlewiska Morza Czarnego i Morza Egejskiego. W zlewisku czarnomorskim najdłuższą rzeką jest Dunaj (długość 471 km w granicach Bułgarii), który jest rzeką graniczną z Rumunią, wraz z dopływami: Łom, Ogosta, Iskyr (jest najdłuższą rzeką Bułgarii płynącą w całości w jej granicach), Osym, Jantra. Ponadto największe rzeki zlewiska Morza Egejskiego to Marica z Tundżą i Ardą, Kamczija, Struma oraz Mesta. Rzeki wyzyskiwane są głównie do nawadniania i produkcji energii elektrycznej. Jeziora są nieliczne i niewielkie, największe, typu lagunowego, występują głównie wzdłuż wybrzeża. W górach Pirin i Riła znajduje się około 260 jezior pochodzenia polodowcowego. W Starej Płaninie znajduje się największy wodospad w Bułgarii i zarazem największy w całych Bałkanach – Rajsko Pryskało.

### Przyroda
Lasy pokrywają ok. 35% powierzchni kraju, do wysokości 700–1000 m występują głównie lasy dębowe, do 1700–1800 m – lasy bukowe i bukowo-jodłowe, w najwyższych piętrach gór do 2000–2300 m – lasy świerkowe, kosodrzewina i hale górskie. Na obszarach wyżynnych i nizinnych – zarośla krzewów zrzucających liście na zimę oraz zbiorowiska roślinności stepowej w rejonie Dobrudży.

## Historia

Drugie państwo bułgarskie za panowania cara Iwana Asena II

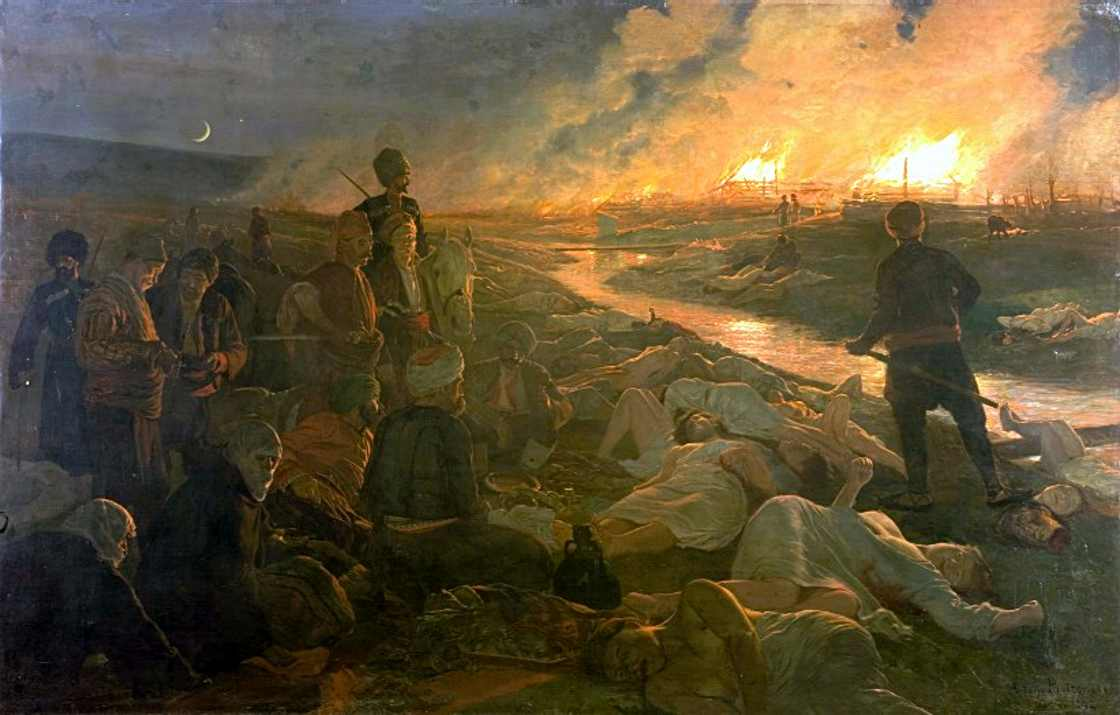
Rzeź w Bataku. Powstanie kwietniowe zostało brutalnie spacyfikowane przez wojska osmańskie.

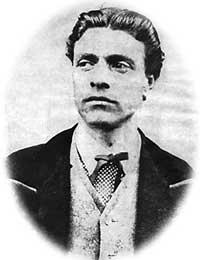
Wasił Lewski – jeden z głównych ideologów i organizatorów ruchu wyzwoleńczego Bułgarii

W połowie IV tysiąclecia p.n.e. rozpoczął się napływ na tereny obecnej Bułgarii plemion koczowniczych z Azji Środkowej. W V wieku p.n.e. jedno z plemion trackich utworzyło nawet organizm państwowy – Królestwo Odrysów. Tereny te zdobyli Rzymianie i w pierwszej połowie I wieku (6–9 r. n.e.) pomiędzy Dunajem a pasmem Starej Płaniny utworzyli rzymską prowincję Mezję, która w roku 86 n.e. została podzielona na Mezję Dolną i na Mezję Górną. W połowie I w. n.e. na południe od Starej Płaniny powstała rzymska prowincja Tracja. Z czasem tereny obecnej Bułgarii stały się celem najazdów Hunów i Gotów.
W VI wieku tereny te zaczęły zasiedlać pasterskie plemiona słowiańskie, które zostały podbite ok. roku 680 przez Protobułgarów. Bułgaria powstała w 681 roku, założona przez Asparucha. Chan Borys I Michał został ochrzczony przez duchowieństwo greckie w przeddzień Zielonych Świąt 25 maja 864 roku. Otrzymał na cześć cesarza bizantyjskiego Michała III, swojego ojca chrzestnego, imię Michał. Powstało potężne państwo ze stolicą w Plisce (od 895 w Presławiu), które trwało w okresie 681–1018. W 915 r. Symeon przyjął tytuł cara. W 1018 tereny Bułgarii zostały ostatecznie podbite przez Bizancjum i pozostawały pod władzą Bizantyjczyków do 1185 mimo antybizantyjskich powstań ludowych.
W latach 1186–1398 istniało drugie państwo Bułgarów, po czym jego terytorium stało się częścią Imperium Osmańskiego.
3 marca 1878 po klęsce Turcji w wojnie z Rosją sporządzono traktat pokojowy w San Stefano, który przewidywał utworzenie Wielkiej Bułgarii będącej wciąż wasalem Turcji, ale bez prawa stacjonowania w niej wojsk tureckich. W granicach wielkiego państwa bułgarskiego miały się znaleźć, oprócz samej Bułgarii, Tracja i Macedonia bez Salonik. Dlatego 3 marca – dzień zakończenia wielowiekowej tureckiej okupacji ziem bułgarskich – jest świętem narodowym tego kraju.
Pierwszym władcą niepodległej Bułgarii został wybrany przez zgromadzenie narodowe Aleksander I Battenberg, posługujący się tytułem księcia. Niepodległość uzyskana w 1878 (w pełni w 1908 po oficjalnym przyłączeniu Rumelii Wschodniej) zapoczątkowała ścieranie się wpływów niemieckich i rosyjskich. W 1886 roku rosyjscy oficerowie wymusili abdykację księcia Aleksandra I. W 1879 roku księciem został Ferdynand I Koburg – bratanek króla Portugalii Ferdynanda II. W 1908 roku został on królem niezawisłego Królestwa Bułgarii, a następnie ogłosił się carem. Na skutek wojen bałkańskich (1912–1913) Bułgaria utraciła znaczną część terytorium, dlatego też przystąpiła do I wojny światowej po stronie państw centralnych. Wojna zakończyła się jednak klęską, a Bułgaria straciła swoje krótkotrwałe zdobycze terytorialne (najboleśniej odczuła brak dostępu do Morza Egejskiego). W 1918 roku car został zmuszony do abdykacji na rzecz swojego syna Borysa i opuszczenia kraju.
W II wojnie światowej Bułgaria opowiedziała się (m.in. wraz z Węgrami, Rumunią i Finlandią) po stronie państw Osi. Borys III pełnił funkcję cara do swojej śmierci w 1943 roku. W trakcie II wojny światowej oficjalnie carem był kilkuletni syn Borysa, Symeon II. Faktyczna władza spoczywała w rękach Rady Regentów, w skład której wchodzili Bogdan Fiłow, książę Cyryl (brat Borysa III) oraz generał Nikoła Michow. W trakcie II wojny światowej Bułgaria uzyskała niewielkie nabytki we wschodniej części Jugosławii oraz krótkotrwałe włączenie w jej granice części greckiego terytorium Tracji Zachodniej i części Macedonii Egejskiej, ale bez Salonik. Zajęcie w 1944 kraju przez Armię Czerwoną spowodowało obalenie monarchii i ustanowienie Ludowej Republiki Bułgarii w 1946 roku, po czym władzę objęła Bułgarska Partia Komunistyczna (generalni sekretarze – Georgi Dimitrow, Wyłko Czerwenkow, Todor Żiwkow).
Bułgaria była członkiem RWPG i Układu Warszawskiego. Masowe demonstracje w listopadzie i grudniu 1989 roku wpłynęły na utworzenie demokratycznej republiki parlamentarnej (pierwsze wolne wybory 13 października 1991).
W latach 2001–2005 funkcję premiera republiki pełnił były car Symeon II. Był to pierwszy w historii państw Europy Wschodniej przypadek, gdy monarcha obalony przez reżim komunistyczny został premierem powstałej później republiki. Symeon jest również jedynym monarchą na świecie, któremu drogą demokratyczną udało się odzyskać władzę w republice.
29 marca 2004 roku Bułgaria wstąpiła do NATO.
1 stycznia 2007 roku Bułgaria stała się członkiem Unii Europejskiej. Bułgaria została członkiem strefy Schengen w dniu 31 marca 2024 roku, gdy to zniesiono kontrole graniczne na przejściach lotniczych i morskich. Z dniem 1 stycznia 2025 roku zniesione zostały również kontrole na granicach lądowych.

## Ustrój polityczny
Zgodnie z konstytucją z 12 lipca 1991 Bułgaria jest republiką, w której głową państwa jest prezydent wybierany, na jednej karcie razem z wiceprezydentem, w bezpośrednich wyborach, na 5-letnią kadencję. Szefem rządu jest premier, który mianowany jest przez prezydenta.
Organem władzy ustawodawczej jest jednoizbowe, 240-osobowe Zgromadzenie Narodowe (Народно събрание), wybierane na 4-letnią kadencję.
- Kraj podzielony jest na 28 obwodów (oblast(i) – област(и)).

## Podział administracyjny
Od 1999 roku Bułgaria dzieli się na 28 obwodów (bułg. област, l.mn. области).

## Siły zbrojne
Bułgaria dysponuje trzema rodzajami sił zbrojnych: wojskami lądowymi, marynarką wojenną oraz siłami powietrznymi. Uzbrojenie sił lądowych Bułgarii składało się w 2014 roku z: 80 czołgów, 2,1 tys. opancerzonych pojazdów bojowych, 206 dział samobieżnych, 350 zestawów artylerii holowanej oraz 240 wieloprowadnicowych wyrzutni rakietowych. Marynarka wojenna Bułgarii dysponowała w 2014 roku 1 okrętem obrony przybrzeża, 3 korwetami, 4 fregatami oraz 10 okrętami obrony przeciwminowej. Bułgarskie siły powietrzne z kolei posiadały w 2014 roku uzbrojenie w postaci m.in. 15 myśliwców, 22 samolotów transportowych, 8 samolotów szkolno-bojowych oraz 25 śmigłowców.
Wojska bułgarskie w 2014 roku liczyły 35 tys. żołnierzy zawodowych oraz 302,5 tys. rezerwistów. Według rankingu Global Firepower (2014) bułgarskie siły zbrojne stanowią 70. siłę militarną na świecie, z rocznym budżetem na cele obronne w wysokości 700 mln dolarów (USD).

## Demografia

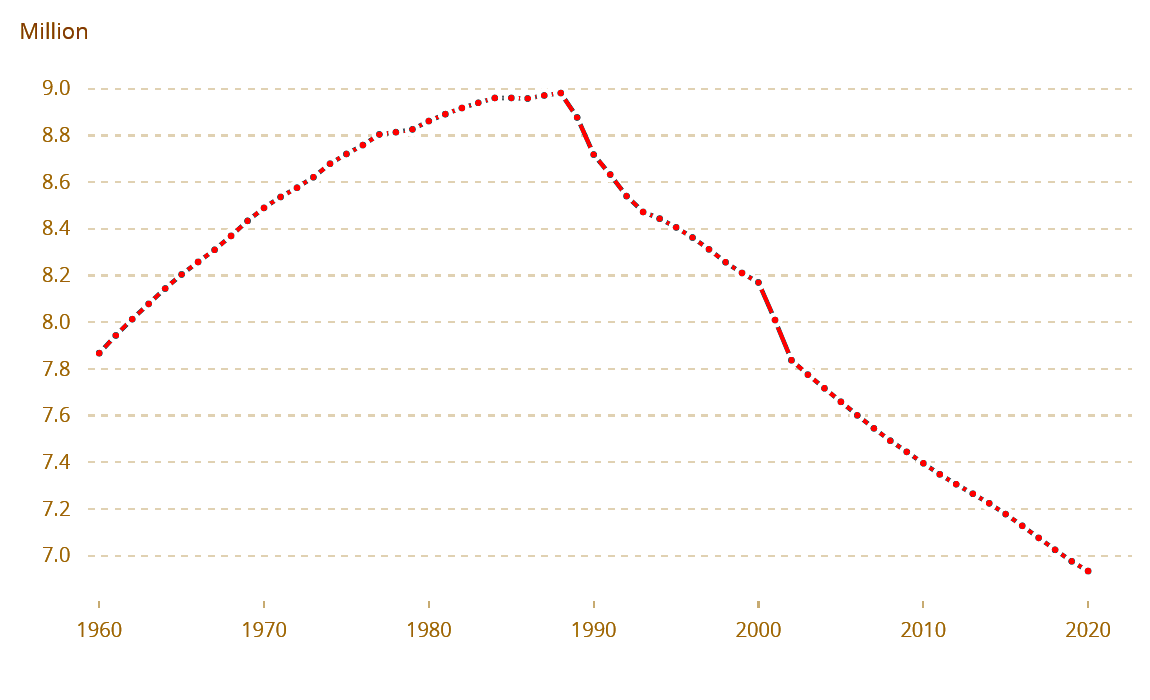
Liczba ludności Bułgarii w okresie 1960–2020

Według danych aktualnych statystyk demograficznych liczba ludności kraju na koniec 2022 roku wynosi 6 447 710 osób. Liczba osób, które zmarły w 2022 r., wynosi 118 814 osób, a ogólny współczynnik umieralności wynosi 18,4‰. Liczba ludności osiągnęła swój szczyt w czasach socjalizmu, kiedy to według spisu powszechnego z 1985 r. ludność państwa bułgarskiego wynosiła 8 948 649 osób.

### Ludność

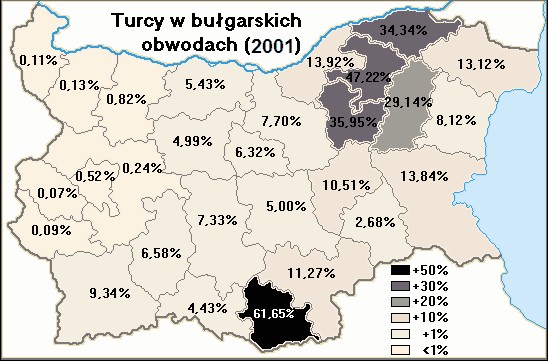
Turcy w bułgarskich obwodach administracyjnych

Bułgarzy są grupą etniczną tworzącą państwo i stanowią 84,8% populacji. Dwie z mniejszości: Turcy (8,8%) oraz Cyganie (4,9%) są stosunkowo liczniejsze; pozostałe 1,5% to inne mniejszości – Rosjanie, Ormianie, Wołosi, Karakachanie, Ukraińcy, Żydzi, Rumuni, a także osoby nieidentyfikujące się. Język bułgarski jest jedynym językiem urzędowym w kraju i jest językiem ojczystym dla 85,2% populacji. Turecki jest językiem ojczystym dla 9,1%, a cygański jest językiem ojczystym dla 4,2%. W miastach mieszka 73,7% ogółu ludności, z czego 24,2%, czyli 1 242 568 osób, skupia się w stolicy Sofii.

### Wyznania
Struktura religijna w 2020 roku, według The ARDA:
- chrześcijaństwo – 82,7%:
  - prawosławie – 80,9%
  - protestantyzm – 2% (największą denominacją jest Unia Zielonoświątkowa[13])
  - katolicyzm – 1%
  - niezależni – 0,8%
- islam – 13,6%
- niereligijni – 3,6%
- judaizm – 0,05%.

### Miasta Bułgarii
Największe miasta Bułgarii:
| Lp. | Miasto       | Liczba mieszkańców w 2023 | Mapa Bułgarii na podstawie CIA World Factbook |
| --- | ------------ | ------------------------- | --------------------------------------------- |
| 1   | Sofia        | 1 278 031                 | Mapa Bułgarii na podstawie CIA World Factbook |
| 2   | Płowdiw      | 368 809                   | Mapa Bułgarii na podstawie CIA World Factbook |
| 3   | Warna        | 349 298                   | Mapa Bułgarii na podstawie CIA World Factbook |
| 4   | Burgas       | 210 027                   | Mapa Bułgarii na podstawie CIA World Factbook |
| 5   | Ruse         | 141 474                   | Mapa Bułgarii na podstawie CIA World Factbook |
| 6   | Stara Zagora | 135 396                   | Mapa Bułgarii na podstawie CIA World Factbook |
| 7   | Plewen       | 99 342                    | Mapa Bułgarii na podstawie CIA World Factbook |
| 8   | Sliwen       | 88 573                    | Mapa Bułgarii na podstawie CIA World Factbook |
| 9   | Dobricz      | 87 963                    | Mapa Bułgarii na podstawie CIA World Factbook |
| 10  | Szumen       | 81 310                    | Mapa Bułgarii na podstawie CIA World Factbook |

## Gospodarka

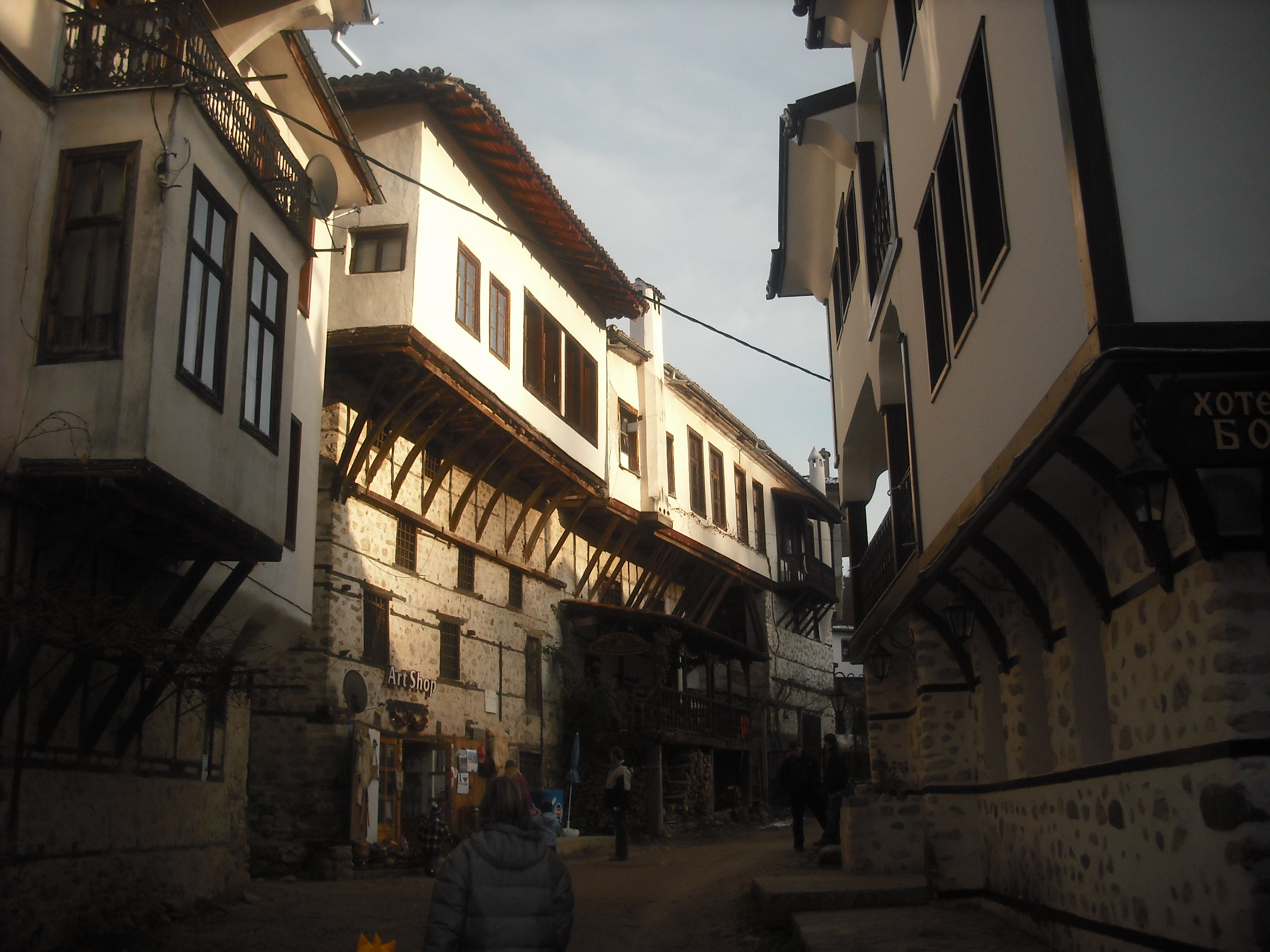
XVIII-wieczna zabudowa Melnika

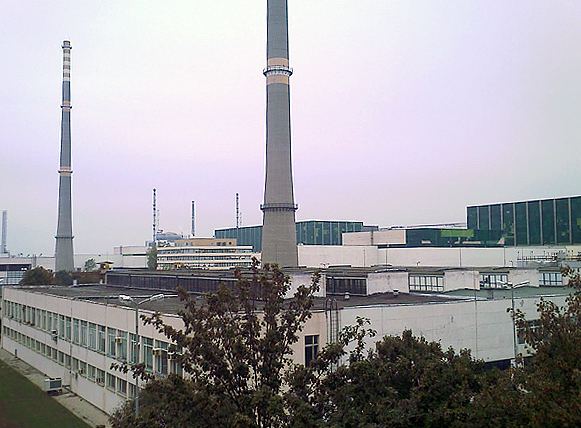
Elektrownia jądrowa w Kozłoduju

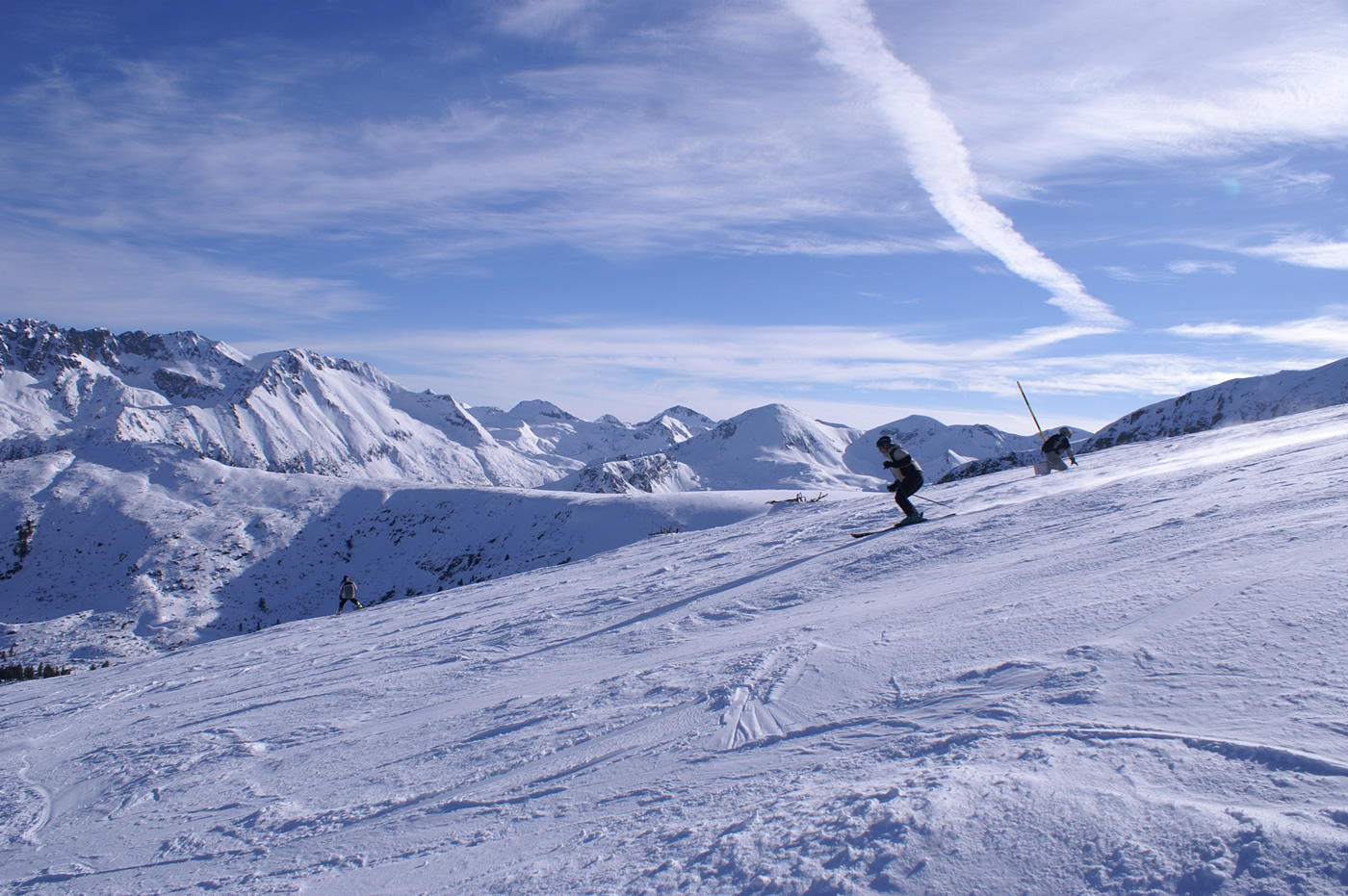
Stoki narciarskie w Bansku

W okresie socjalistycznym rolnictwo i produkcja żywności były centralnie zarządzane, ale ściśle ze sobą powiązane. Reformy 1989 zniosły centralne planowanie bułgarskiej gospodarki, umożliwiając istniejącym zakładom przekształcenie się w niezależne przedsiębiorstwa z prawem do wypuszczania akcji. Głównymi uprawami są tu zboża (pszenica, kukurydza), rośliny przemysłowe (słonecznik, tytoń, bawełna) i warzywa (pomidor, ogórek, papryka). Duże znaczenie ma uprawa drzew owocowych (jabłonie, brzoskwinie, śliwy) i winorośli (wina bułgarskie). Bułgaria jest największym na świecie eksporterem olejku różanego. Rośnie znaczenie hodowli (głównie owiec, bydła i trzody chlewnej) i leśnictwa. Ważnym działem gospodarki jest rybołówstwo. Poza lokalnymi łowiskami na Morzu Czarnym i wodach śródlądowych, bułgarskie trawlery łowią na Morzu Śródziemnym i Oceanie Atlantyckim.
W kraju występują złoża miedzi i niewielkie rud żelaza. Stosunkowo małe są także zasoby surowców energetycznych: węgla kamiennego, ropy naftowej i gazu ziemnego. Elektrownie wodne wytwarzają około 1/10 krajowej energii elektrycznej, 3/5 pochodzi z elektrowni cieplnych, reszta zaś z elektrowni jądrowych zbudowanych według planów radzieckich. W latach rządów komunistycznych poczyniono znaczne inwestycje w przemyśle przetwórczym. Dużą dynamikę wykazuje produkcja stali, miedzi, cynku, ołowiu, a także maszyn i urządzeń, chemikaliów i wyrobów przemysłu spożywczego, dostarczającego większości dochodów z eksportu. Źródłem dochodów jest także turystyka, rozwinięta szczególnie na wybrzeżu Morza Czarnego.

### Transport
Kraj ma dobrze rozwiniętą sieć dróg. Dużą rolę odgrywa transport morski i lotniczy. Główne porty morskie to Warna i Burgas.

#### Tablice rejestracyjne

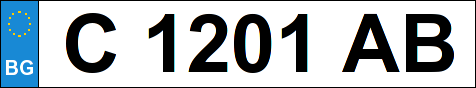
Tablica rejestracyjna z eurobandem

Obowiązujące do 1 stycznia 2007 roku, po wstąpieniu do UE flaga bułgarska została zastąpiona eurobandem.

## Kultura i sztuka

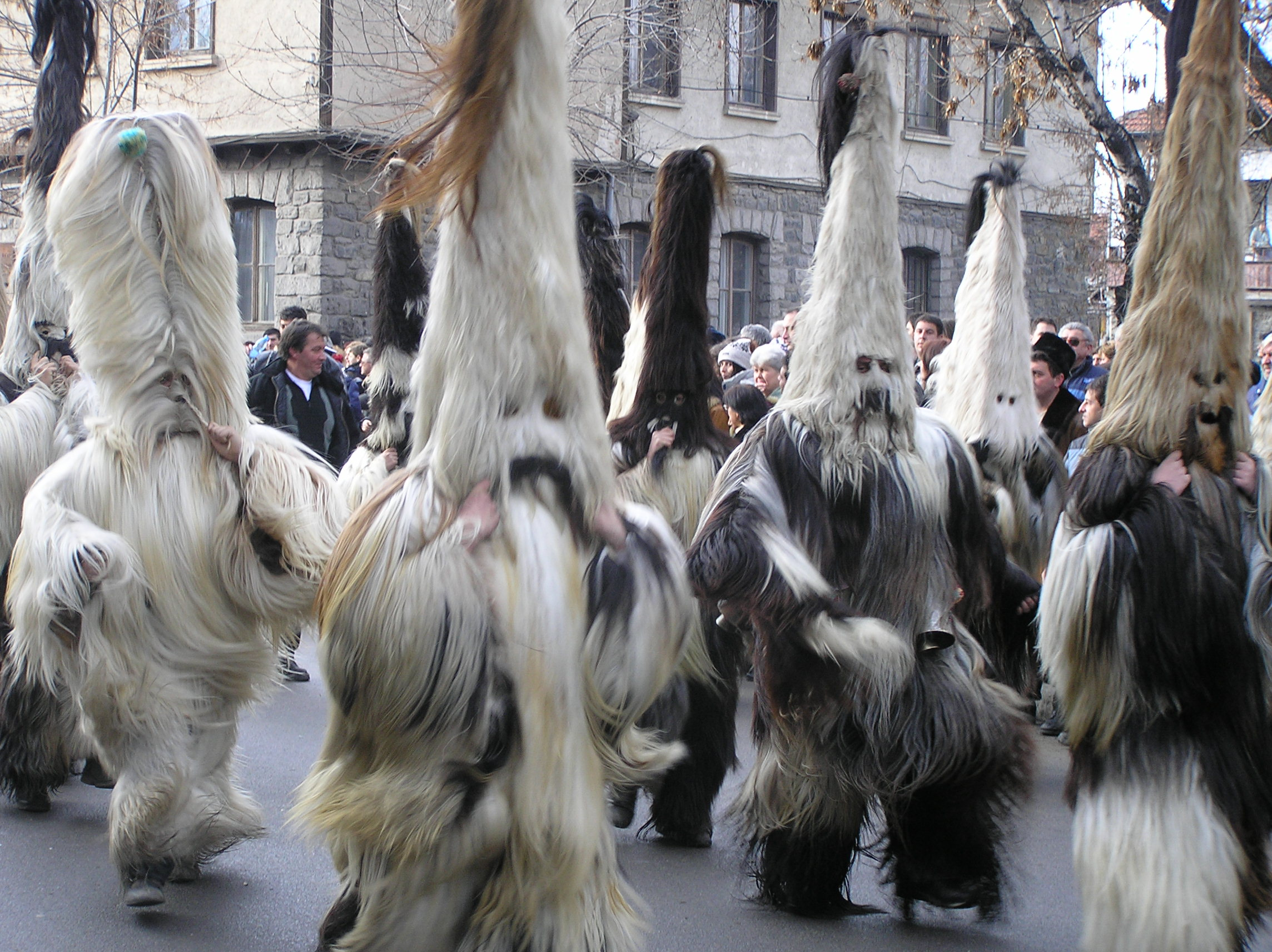
Kukeri – bułgarski karnawał i obyczaj płodności i zdrowia, mający na celu odstraszenie złych duchów, odbywający się w sirni zagowezni (ostatki), tj. 7 tydzień przed Wielkanocą

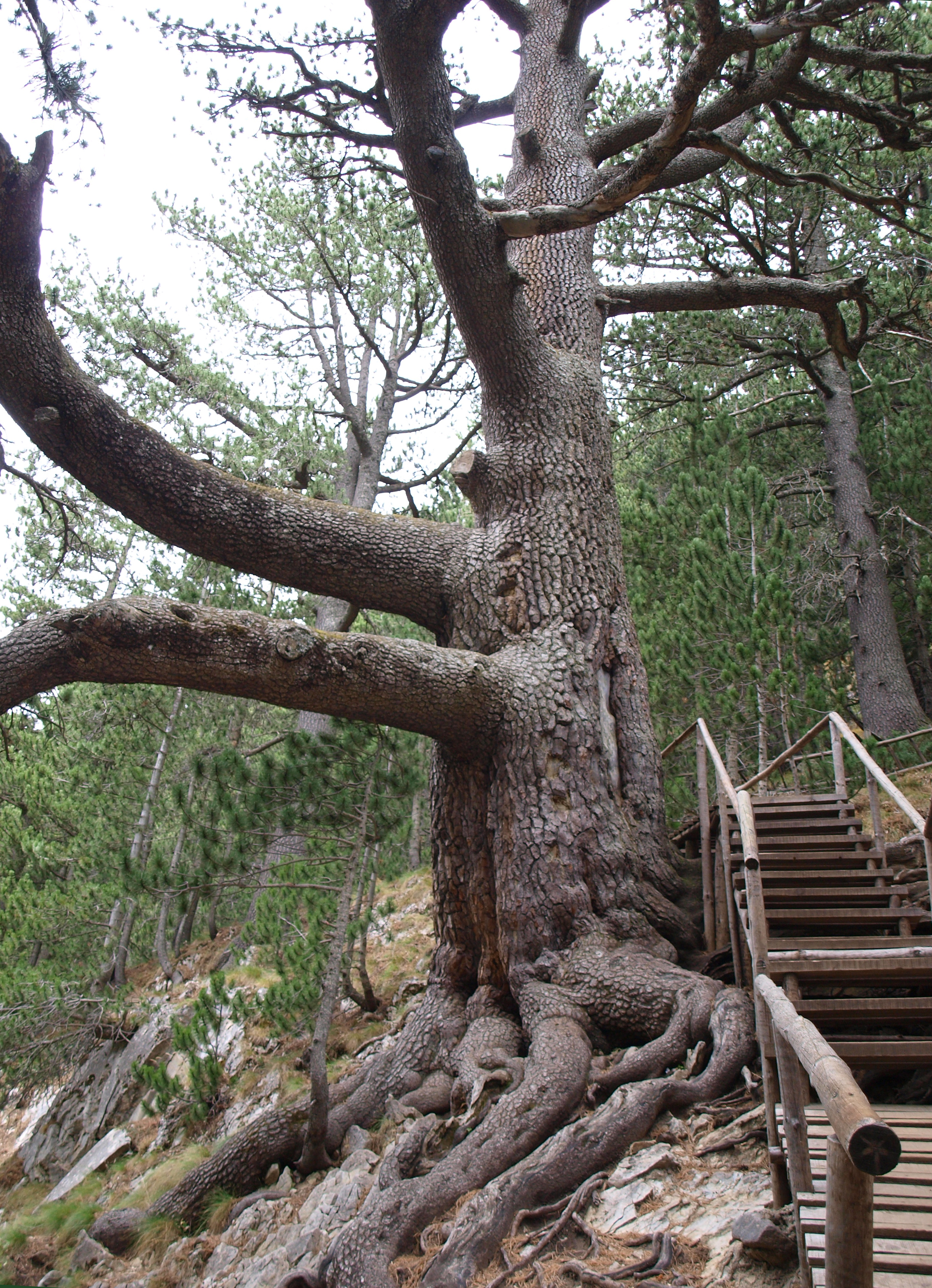
Sosna Bajkuszewa – jedno z najstarszych drzew Bułgarii

Na długo przed pojawieniem się chrześcijaństwa i ikonografii, tereny dzisiejszej Bułgarii były ważnym ośrodkiem rozwoju sztuki pradziejowej i starożytnej, szczególnie w okresie kultury trackiej. Odkrycia archeologiczne z terenów Starej Zagory, Kazanłyku, czy Mezek (Grobowiec Mal-Tepe) świadczą o istnieniu wysoko rozwiniętej kultury materialnej już od II tysiąclecia p.n.e. (zob. skarb wyłczitryński). Znaleziska takie jak gliniane figurki, złote i brązowe naczynia rytualne czy monumentalne grobowce kopułowe ukazują kunszt rzemieślniczy i artystyczny Traków.
Sztuka tracka cechowała się silnym przywiązaniem do symboliki religijnej, kultu przodków i kultu zmarłych. Szczególnie znane są grobowce malowane – unikalne w skali świata – które zawierają sceny pożegnań, uczt i bitew. Na liście UNESCO znajduje się grobowiec w Kazanłyku (IV/III w. p.n.e.), gdzie freski wykonane przez nieznanego artystę uchodzą za jedne z najwybitniejszych dzieł sztuki tracko-helleńskiej. Wysoki poziom osiągnęło także rzemiosło artystyczne – złotnictwo (np. skarb panagiurski), ceramika i metalurgia. Te świadectwa kultury materialnej stanowią dziś jeden z najcenniejszych zasobów dziedzictwa artystycznego współczesnej Bułgarii.
Bułgaria od okresu średniowiecza (XIII wiek, XIV wiek) znana jest ze swoich ikon. Przedstawiciele tzw. tyrnowskiej szkoły malarskiej (XIV wiek) z powodzeniem przekraczali reguły rządzące tradycyjnym, hieratycznym malarstwem ikon, dzięki czemu stworzyli oni jedną z najbardziej znaczących szkół artystycznych wschodniego chrześcijaństwa.
Bułgaria posiada również starą i bogatą tradycję śpiewu chóralnego. Jednym z najbardziej znanych, bułgarskich średniowiecznych twórców jest Joan Kukuzel, kompozytor, teoretyk muzyki i twórca tzw. nowobizantyjskiego zapisu nutowego.
Znanymi bułgarskimi śpiewakami są współcześnie m.in. Boris Christow, Nikołaj Giaurow, czy Nikoła Gjuzelew, należący do światowej czołówki i często występujący w najlepszych operach całej Europy.
W okresie bułgarskiego odrodzenia narodowego, u schyłku panowania tureckiego (przełom XVIII i XIX wieku), w całym kraju powstało kilka szkół artystycznych, których przedstawiciele specjalizowali się w ikonopisaniu, snycerce lub malarstwie. Pozostawili oni po sobie prawdziwe skarby sztuki, architektury i malarstwa. Najsłynniejsze z owych szkół to m.in. trewneńska (zob. Triawna), bańska (zob. Bansko) czy samokowska (zob. Samokow) – twórcy tej ostatniej szkoły (a wśród nich Zachari Zograf) zasłynęli kunsztem zdobiąc monaster rylski przepięknymi freskami.
Najbardziej znanym współczesnym artystą bułgarskim jest bez wątpienia Christo Jawaszew. Zdobył on rozgłos wielu spektakularnymi happeningami, wśród których najbardziej kontrowersyjne było „zapakowanie” w folię m.in. gmachu Reichstagu w Berlinie oraz Pont Neuf w Paryżu.
Bułgaria posiada także bogate tradycje w dziedzinie teatru lalkowego (nie tylko dla dzieci).

### Literatura

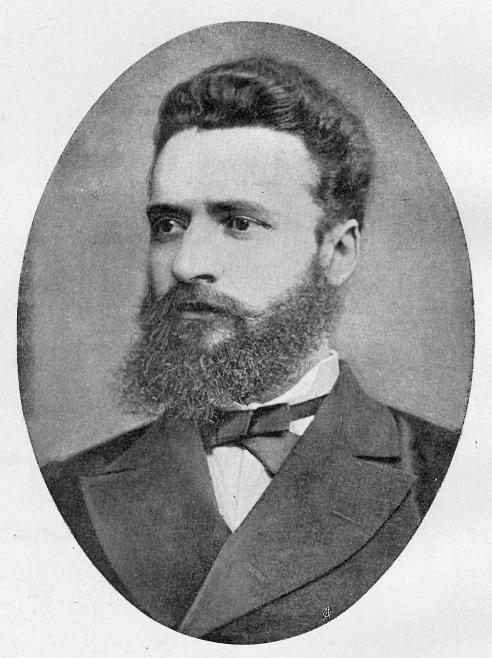
Christo Botew

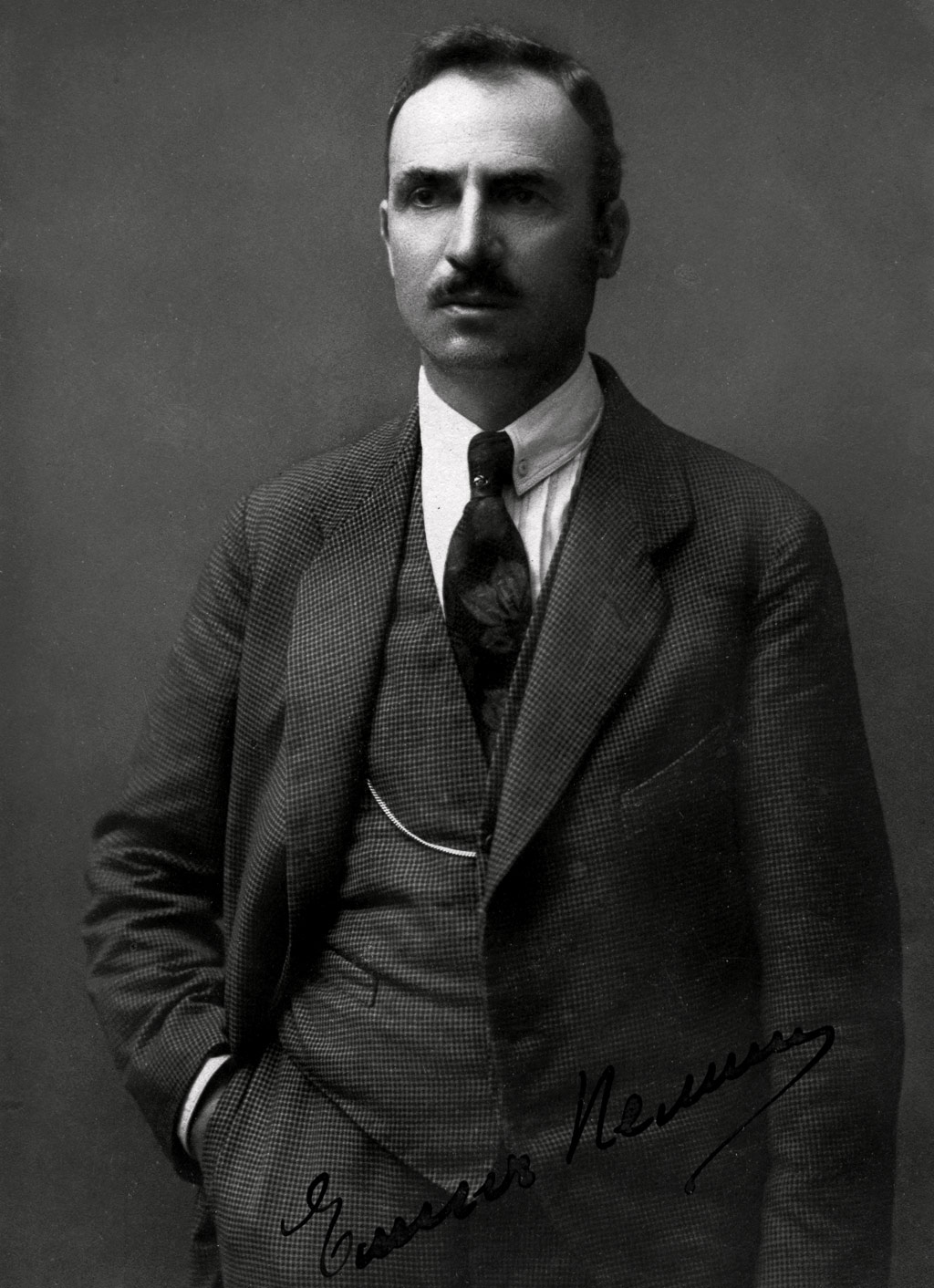
Elin Pelin

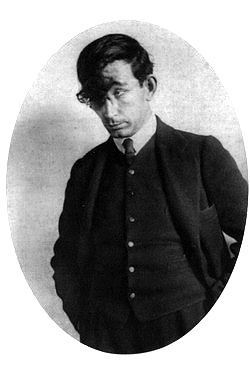
Georgi Kasabow

Z czasów panowania chanów protobułgarskich (VII–IX wiek) pochodzą ryte w kamieniu napisy protobułgarskie w języku greckim. W końcu IX wieku, dzięki przyswajaniu ksiąg słownie stworzonych przez św. Cyryla i Metodego, rozwinęło się piśmiennictwo religijne w języku staro-cerkiewno-słowiańskim. Czerpiąc wzorce z Bizancjum, na przełomie IX i X wieku piśmiennictwo starobułgarskie rozkwitło w Presławiu i Ochrydzie oraz ponownie (XIV wiek) w Tyrnowie. Oprócz kazań, poezji hymnicznej, traktatów i tzw. zborników (zbiorów różnych utworów służących religijnemu pouczeniu) ważne miejsce w średniowiecznej literaturze zajęły apokryfy, hagiografie, opowieści pouczające i heroiczne. Po podboju tureckim (1394) tradycję piśmienniczą kultywowano w monasterach. W XVI wieku powstały w Sofii nowe hagiografie. W XVII i XVIII w. główną formą piśmiennictwa były damaskiny (zbiory pouczeń i kazań). Najżywiej rozwijała się ustna twórczość ludowa. W okresie odrodzenia narodowego (1762–1878) powstały zręby nowożytnej kultury bułgarskiej. Pierwszym przejawem świadomości narodowej było zainteresowanie własną historią (Paisij Chilendarski). Walka Bułgarów o uniezależnienie się kultury od Greków i autokefaliczny kościół, a po 1856 – o zrzucenie panowania Turków, znalazła odbicie w literaturze. W 1. połowie XIX wieku, w okresie tworzenia podstaw świeckiej oświaty narodowej, pojawiły się pierwsze drukowane książki i podręczniki szkolne. Zrodziły się publicystyka i wierszopisarstwo. Na dalszym rozwoju młodej literatury zaważyło coraz żywsze od połowy XIX w. zainteresowanie słowianofilstwem i rodzimą kulturą ludową. Oparte na obcych, zwłaszcza rosyjskich, wzorach artystycznych i bułgarskim folklorze powstały nowożytne gatunki poezji, prozy i dramatu, w których z żywej mowy ludowej tworzył się język literacki. Jednocześnie z realizmem wystąpiły tendencje sentymentalno-romantyczne. Najdojrzalszym świadectwem uczuciowości romantycznej stała się liryka Christo Botewa. Po odzyskaniu niezawisłości politycznej (1878) rozwinęły się dydaktyczna poezja i spokrewniona często z publicystyką proza realistyczna. Uprawiali ją zarówno zwolennicy odnowy moralnej (Aleko Konstantinow), jak narodnicy (Todor Włajkow) i socjaliści. W życiu literackim wybitną pozycję zajął obrońca tradycji, Iwan Wazow. Walcząc o europeizację sztuki narodowej w latach 90. XIX wieku przeciwstawili mu się moderniści skupieni wokół pisma Misył, którzy obrali orientację neoromantyczną (Pejo Jaworow, Penczo Sławejkow). Drugie pokolenie modernistów po 1905 zwróciło się ku symbolizmowi (Teodor Trajanow, Nikołaj Liliew). Na początku XX wieku najżywiej rozwijała się proza wiejska, której najwybitniejszym przedstawicielem był Elin Pelin. W okresie międzywojennym (1918–1944) awangardowy bunt tzw. wrześniowców, którzy w latach 20. XX wieku chcieli złączyć odnowę sztuki z rewolucją społeczną, był krótkotrwały i wyraził się głównie w ekspresjonizmie (Geo Milew). Powojenny kult prymitywu i rodzimości ustąpił tendencji do ucodzienniania literatury. W liryce nastąpiło odkrycie powszedniości (Elisaweta Bagriana, Atanas Dałczew), w małych formach prozy dojrzał realizm psychologiczny (Jordan Jowkow), w powieści dominował historyzm, zabarwiony często ideologią nacjonalistyczną. W latach 30. zwalczał ją konsolidujący się obóz pisarzy antyfaszystów, w którym osobne miejsce zajęła komunistyczna lewica (Christo Radewski). Po przewrocie komunistycznym (1944) uległa zerwaniu więź z międzywojenną tradycją i po 1950 nastąpił długotrwały okres realizmu socjalistycznego. Rozrachunki z unifikacją literatury, podjęte w latach 60., znalazły wyraz w nawrocie do psychologizmu i moralistyki (Błaga Dimitrowa, Emilian Stanew), a także w renesansie historyzmu. Najznaczniejszym efektem literatury odwilży była bujnie rozkwitająca groteska (Jordan Radiczkow). Doktryny realizmu socjalistycznego nie odrzucano otwarcie, gdyż brakowało niezależnego obiegu literatury, a nieliczni pisarze emigracyjni (Georgi Markow) byli w kraju prawie nieznani; okres rozrachunków z totalitaryzmem rozpoczął się po 1989 r.

## Święta
| Data        | Święta państwowe                             | Bułgarska nazwa                                                                    |
| ----------- | -------------------------------------------- | ---------------------------------------------------------------------------------- |
| 1 stycznia  | Nowy Rok                                     | Нова година (nowa godina)                                                          |
| 3 marca     | Święto Odzyskania Niepodległości             | Национален празник (nacjonalen praznik)                                            |
| 1 maja      | Święto Pracy                                 | Ден на труда (den na truda)                                                        |
| 24 maja     | Święto Piśmiennictwa Słowiańskiego i Kultury | Ден на славянската писменност и култура (den na sławjanskata pismennost i kultura) |
| 6 września  | Dzień Jedności Narodowej                     | Ден на съединението на България (den na syedinenieto na Byłgarija)                 |
| 22 września | Dzień Niepodległości                         | Ден на независимостта (den na nezawisimostta)                                      |
| 1 listopada | Dzień Budzicieli Narodu                      | Ден на народните будители (den na narodnite buditeli)                              |
| 25 grudnia  | Boże Narodzenie                              | Коледа (koleda)                                                                    |

## Turystyka
W 2016 roku kraj ten odwiedziło 8,252 mln turystów (16,2% więcej niż w roku poprzednim), głównie z Rumunii, Grecji, Niemiec, Rosji i Turcji.
* – właśc. Lista światowego dziedzictwa kulturowego (K) i przyrodniczego (P)
Bułgarskie obiekty na Liście UNESCO*
- Cerkiew Bojańska koło Sofii (K)
- Jeździec z Madary (K)
- Zespół cerkwi wykutych w skale w Iwanowie (K)
- Tracki grobowiec z Kazanłyku (K)
- Zabytkowe miasto Nesebyr (K)
- Rezerwat przyrody Srebyrna (P)
- Park Narodowy Pirinu (P)
- Monastyr Rylski (K)
- Grobowiec tracki w Swesztari (K)